# Zamek kapiszonowy

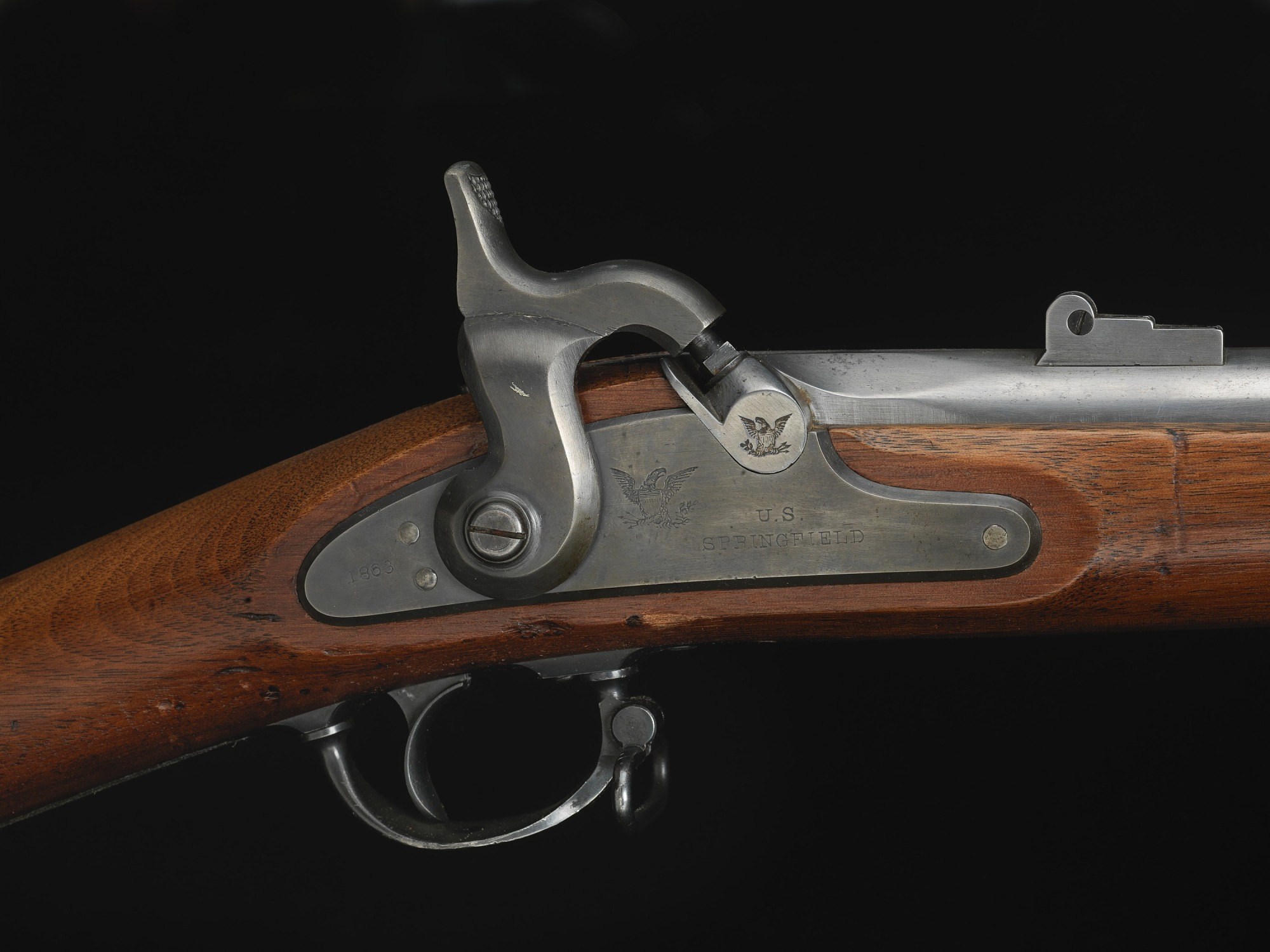
Zamek kapiszonowy, XIX w.

Zamek kapiszonowy – zamek stosowany w dawnej broni strzeleckiej rozdzielnego ładowania (najczęściej odprzodowej), wykorzystujący do zainicjowania wystrzału kapiszony. Stosowany w XIX wieku.

## Charakterystyka
W zamku kapiszonowym jako spłonkę wykorzystywano kapiszon nakładany na kominek, w który uderzał zwolniony spustem kurek, inicjując zapłon piorunianu rtęci znajdującego się w kapiszonie. Następnie płomień poprzez kanał w kominku dostawał się do właściwego ładunku miotającego (prochu czarnego) w komorze nabojowej lufy karabinu lub pistoletu, doprowadzając do wystrzału.

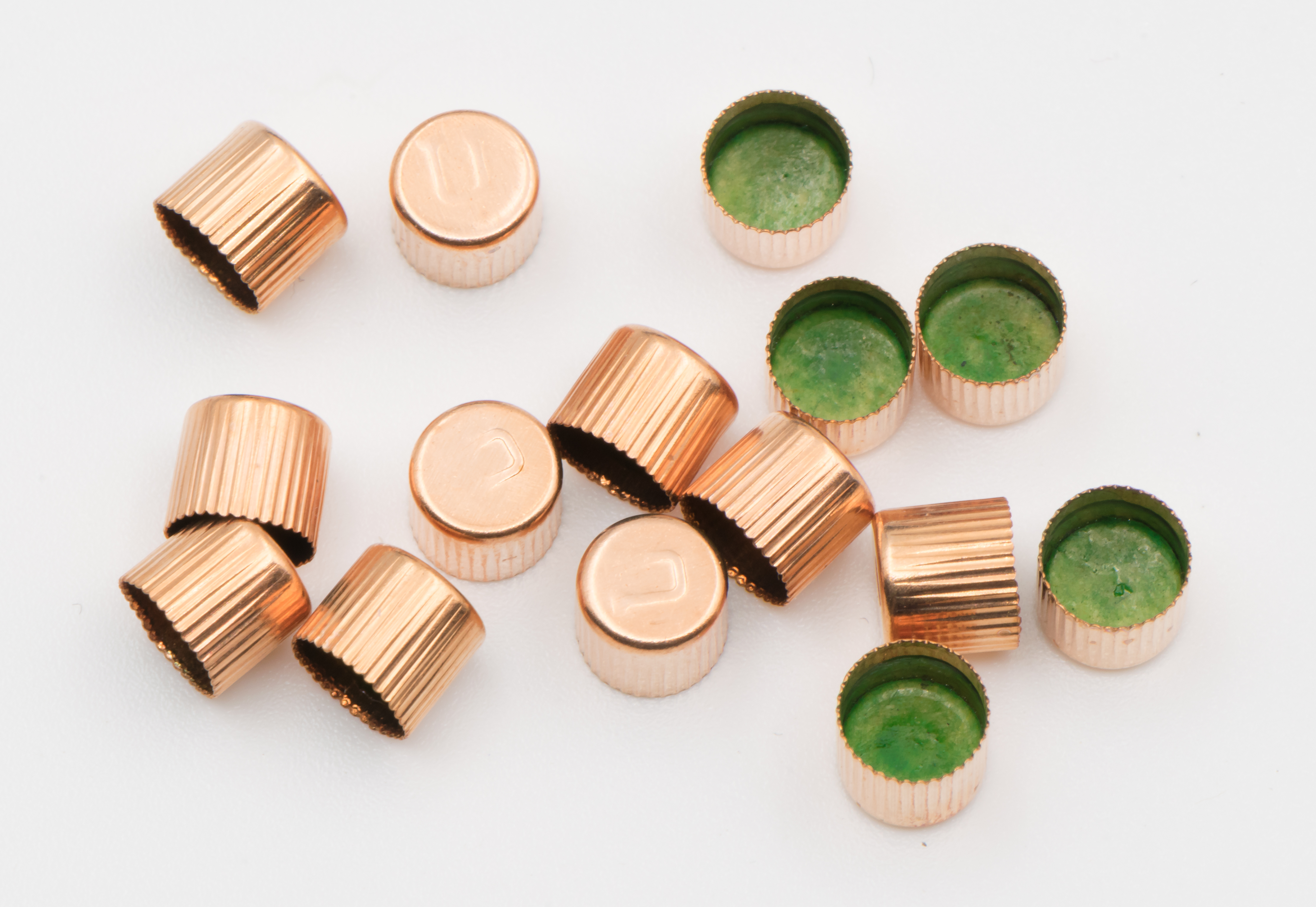
Kapiszony
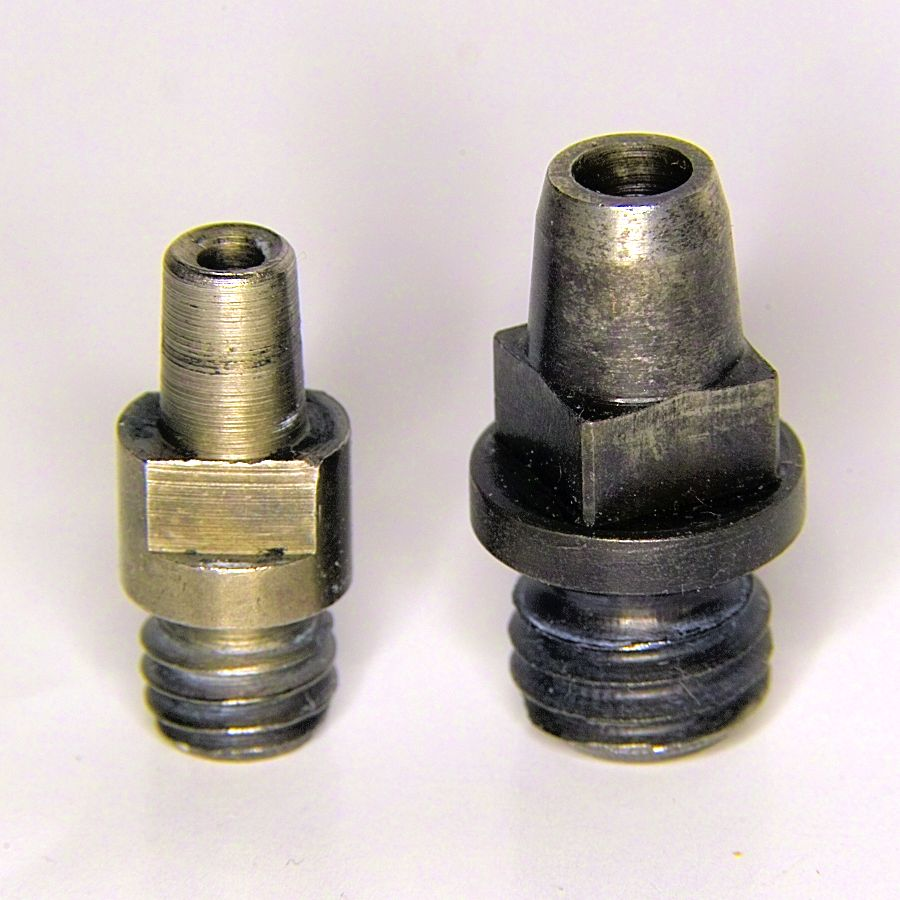
Kominki
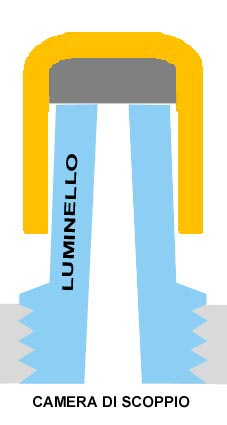
Schemat obrazujący kapiszon nałożony na kominek

## Historia
Zamek kapiszonowy został wynaleziony w 1818 roku. Na przełomie lat 30. i 40. XIX wieku został wprowadzony do powszechnego użycia w wojsku i wyparł starszy zamek skałkowy. Zamek kapiszonowy był prostszy w użyciu i pewniejszy w działaniu (strzelec nie podsypywał prochu na panewkę, a zamek był mniej wrażliwy na czynniki atmosferyczne), dzięki czemu przyczynił się do rozwoju broni strzeleckiej. W drugiej połowie XIX wieku został jednak wyparty przez zamki na amunicję zespoloną, w których kapiszon stanowił integralną część każdego naboju.